# Gadomus multifilis
Gadomus multifilis är en fiskart som först beskrevs av Günther, 1887.  Gadomus multifilis ingår i släktet Gadomus och familjen skolästfiskar. Inga underarter finns listade i Catalogue of Life.